# Bundesautobahn 111
Bundesautobahn 111 eller A 111 er en motorvej i Tyskland. Den forbinder det centralt vestlige Berlin med den ydre motorring A 10. Motorvejen kaldes også Reinickendorf-Zubringer.